# Last Night on Earth: Live in Tokyo
Last Night on Earth: Live in Tokyo è l'ottavo EP del gruppo musicale statunitense Green Day, registrato durante il concerto del 28 maggio 2009 all'Akasaka BLITZ di Tokyo (Giappone) e pubblicato in Giappone e su iTunes il 17 novembre 2009.
Nonostante il titolo citi Last Night on Earth, brano contenuto in 21st Century Breakdown, questa canzone non è stata suonata a Tokyo e non è quindi presente nell'EP.

## Tracce
1. 21st Century Breakdown (Live) – 6:16
2. Know Your Enemy (Live) – 3:57
3. Last of the American Girls (Live) – 3:54
4. 21 Guns (Live) – 5:02
5. American Eulogy (Live) – 3:32
6. Basket Case (Live) – 3:03
7. Geek Stink Breath (Live) – 2:04

## Formazione
- Billie Joe Armstrong – voce, chitarra
- Mike Dirnt – basso, cori
- Tré Cool – batteria, cori